# Річард Докінз
Рі́чард До́кінз (англ. Clinton Richard Dawkins; нар. 26 березня 1941) — англійський інтелектуал, еволюційний біолог, знаний як популяризатор науки та атеїстичних поглядів.
Річард Докінз став відомим у 1976 році завдяки своїй книзі «Егоїстичний ген», яка популяризувала геноцентричний погляд на еволюцію і презентувала концепцію «мему». 1982 року вийшла наступна книга Докінза «Розширений фенотип», яка вважається однією з найвпливовіших книг сучасної еволюційної біології. Вона розвиває ідею, що фенотипні ефекти гена не обов'язково обмежені тілом організму і можуть поширюватись у середовище, включаючи тіла інших організмів.
Докінз є відомим критиком креаціонізму та теорії розумного задуму. В книзі «Сліпий годинникар», що вийшла у 1986 році, він демонструє, як сліпий природний добір здатний створити складні живі організми без втручання творця. Докінз бере активну участь в теле- та радіопередачах на теми еволюційної біології, креаціонізму і релігії та у створенні документальних науково-популярних фільмів.
У 2006 році була видана книга Докінза «Ілюзія Бога», що стала світовим бестселером. В ній доводиться, що надприродний творець найімовірніше не існує і що віра в нього є маренням — сталим хибним переконанням. Станом на січень 2010 року було продано понад 2 мільйони екземплярів англомовної версії книги та зроблено переклади більш ніж 30-ма мовами.

## Біографія
Річард Докінз народився у Найробі, колонії Британської Імперії Кенія, в родині військового. Разом із батьками повернувся до Англії у віці 8 років.
Докінз розповідає про своє дитинство як про «звичайне англійське виховання» і зізнається, що почав сумніватися в існуванні Бога у віці 9 років, але пізніше переглянув свою точку зору, оскільки його переконав так званий теологічний аргумент — доказ існування творця на основі видимого порядку, цілеспрямованості і краси в природі. Проте Докінз приходить до висновку, що звичаї англіканської церкви абсурдні, і більшою мірою диктують моральні правила, аніж говорять про Бога. Пізніше, коли він усвідомив процес еволюції, то зрозумів, що природний добір міг створити різноманітність форм матеріального життя без необхідності участі творця.
У 1954—1959 роках Докінз навчався в школі Оундл. Потім вивчав зоологію в Бейлліол-коледжі, де його науковим керівником був Нобелівський лауреат, етолог Ніколас Тінберген. Докінз закінчив коледж у 1962 році і продовжив навчання під керівництвом Тінбергена в Оксфордському університеті, де отримав ступені магістра і доктора наук в 1966 році. Він залишився на кафедрі асистентом ще на рік. Дослідження Докінза в цей період торкалися питання поведінки тварин в ситуації прийняття рішення. У 1967—1969 роках Докінз працював асистентом професора зоології у Каліфорнійському університеті в Берклі. В цей час він долучається до кампанії проти війни у В'єтнамі, бере участь у демонстраціях.
В 1970 році Докінз повернувся в Оксфорд і став викладачем, а в 1990 — лектором зоології. 1995 року він стає професором кафедри Оксфордського університету імені Чарльза Симоні. Основним обов'язком на цій посаді є популяризація наукових досягнень. Після 1970 року Докінз був також науковим співробітником в Оксфордському Нью-Коледжі. У 70-х роках він зосередився на популяризації науки про життя серед широкої аудиторії, і 1976 року видав свою відому і впливову книгу «Егоїстичний ген», яка принесла йому світову відомість.
Докінз працював редактором багатьох відомих журналів і був консультантом редакцій «Енциклопедії Енкарта» і «Енциклопедії Еволюції», був головним редактором журналу «Рада з вільного дослідження Вічного Гуманізму». Був членом редакційної колегії журналу «Скептик». Є членом численних премій (Премія Фарадея Королівського Співтовариства, Премія Британської академії телебачення), президентом відділу біологічних наук британської Асоціації розвитку науки.
В 2004 році Коледж Бейлліол заснував Приз Докінза, який присуджують за видатні дослідження в галузі екології та поведінки тварин, життя яких можуть опинитися під загрозою внаслідок діяльності людини.

## Наукова діяльність

### Еволюційна біологія

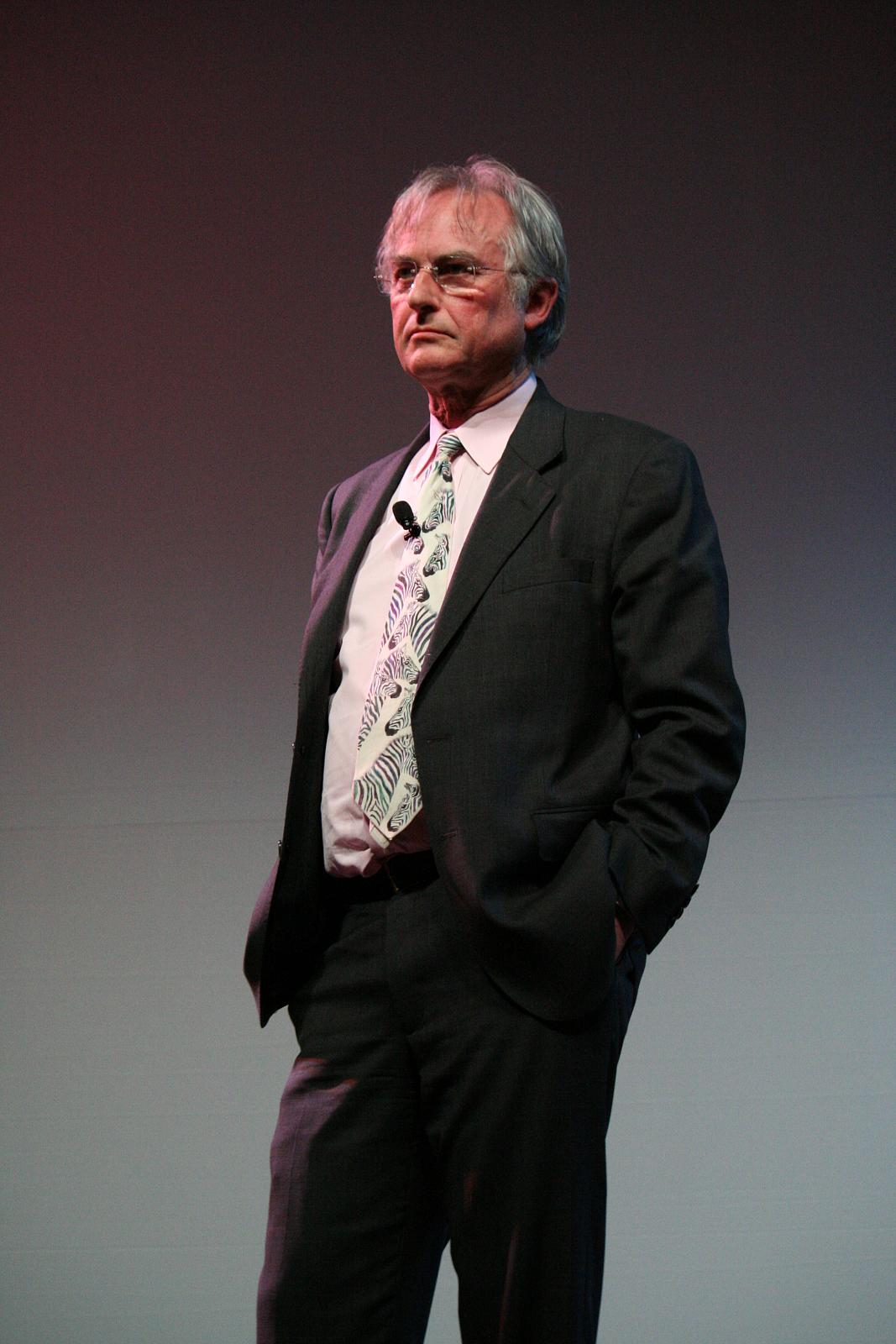
Докінз у 2008 році

У своїх наукових працях Докінз розвинув геноцентричний погляд на еволюцію. Цю позицію він описав у своїх книгах «Егоїстичний ген» та «Розширений фенотип». Як етолог, що вивчає поведінку тварин та її роль в природному відборі, він висунув ідею, згідно з якою ген є ключовою одиницею відбору в еволюції.
Докінз скептично ставиться до неадаптивних процесів в еволюції та відборі на рівнях «вище» генів. Особливо скептично він ставиться до доцільності застосування групового відбору для розуміння феномену альтруїзму. На перший погляд, така поведінка видається еволюційним парадоксом, оскільки вона пов'язана з витратою цінних ресурсів і, таким чином, зменшує пристосованість організму. Багато хто інтерпретував це як аспект групового відбору: особи вибирають таку стратегію поведінки, яка допомагає вижити не тільки їм, але й популяції або виду в цілому.
Британський еволюційний біолог Вільям Дональд Гамільтон запропонував використовувати геноцентричний підхід для пояснення альтруїзму — особини поводять себе так стосовно своїх близьких, оскільки ті мають велику кількість спільних з ними генів. Подібним чином Роберт Тріверс, використовуючи підхід геноцентричної моделі, розробив теорію взаємного альтруїзму, де організм діє на користь іншого організму в очікуванні майбутньої вигоди. Докінз популяризував та розвинув ці ідеї в «Егоїстичному гені».
Критики підходу Докінза вважають, що розглядати ген як одиницю відбору — окремого випадку в якому особа або залишає потомство, або ні — помилково, оскільки ген краще підходить для ролі одиниці еволюції — довготривалих змін в частоті алелей в популяції. Часто також висловлюється заперечення, що гени не можуть вижити поодинці, а повинні діяти узгоджено в єдиному організмі, і, відповідно, не можуть бути незалежною «одиницею». В «Розширеному фенотипі» Докінз пише, що внаслідок генетичної рекомбінації та статевого розмноження з точки зору окремого гену всі інші гени особини є частиною середовища, до якого він адаптується.

## Думки про креаціонізм
Докінз є помітним критиком креаціонізму, релігійного переконання, що всесвіт і людство були створені Богом. Він описує позицію молодоземельних креаціоністів, які стверджують, що Землі всього декілька тисяч років, як «безглузду брехню, яка звужує розум». У своїй книзі «Сліпий годинникар» Докінз критикує аналогію годинникаря, теологічний аргумент на користь креаціонізму, описаний теологом Вільямом Пейлі в 1802-му році. Аргумент Пейлі полягає в тому, що оскільки годинник занадто складний, щоб виникнути випадково, то і живі істоти, які мають ще більшу складність, повинні бути кимось створені. Позиція Докінза полягає в тому, що природний добір повною мірою пояснює уявну практичність та складність біологічного різноманіття, і навіть якщо проводить аналогію з годинникарем, то лише з бездушним, нерозумним і сліпим годинникарем.
В 1986 році він разом з Мейнардом Смітом узяв участь в дебатах з молодоземельними креаціоністами Едгаром Ендрюсом та Артуром Уайлдером-Смітом. Здебільшого ж Докінз слідує пораді Стівена Гулда не вступати в публічні дискусії з креаціоністами, оскільки вони не бояться бути переможеними в суперечці, для них набагато важливішою є увага, яку дають їм подібні заходи.
Докінз також є запеклим противником включення концепції розумного задуму в програму освіти, описуючи її як «зовсім не наукову, а релігійну суперечку».
В книзі «Найграндіозніше шоу на землі» Докінз робить спробу спростування креаціонізму з точки зору економіки, порівнюючи теорії креаціоністів з плановою економікою, а принципи еволюції — з законами вільного ринку.

## Атеїзм та раціоналізм
Докінз широко знаний як атеїст та критик релігії. Його часто характеризують як красномовного, войовничого раціоналіста і навіть «головного атеїста Великої Британії».
В 1996 році, коли його спитали, чи надав би він перевагу бути відомим як вчений або войовничий атеїст, він відповів: «Бертран Рассел називав себе палким скептиком. Я б вибрав це, хоча і мічу високо».
Докінз вважає, що розуміння еволюції привело його до атеїзму, і що релігія несумісна з наукою. В книзі «Сліпий годинникар» він пише:
| До Дарвіна атеїст, слідуючи логіці Юма, міг би сказати: «У мене немає пояснення біологічної складності життя. Я можу лише зробити висновок, що Бог не є переконливим поясненням, так що нам залишається лише чекати і сподіватися, що хто-небудь запропонує що-небудь краще». Хоча ця позиція і є логічно обґрунтованою, вона могла залишити відчуття незадоволеності. Відкриття Дарвіна ж дозволили атеїстам мати ціліснішу позицію.Оригінальний текст (англ.) An atheist before Darwin could have said, following Hume: "I have no explanation for complex biological design. All I know is that God isn't a good explanation, so we must wait and hope that somebody comes up with a better one." I can't help feeling that such a position, though logically sound, would have left one feeling pretty unsatisfied, and that although atheism might have been logically tenable before Darwin, Darwin made it possible to be an intellectually fulfilled atheist. |

В есе 1991 року «Віруси мозку» він висловив припущення, що теорія мемів може допомогти в поясненні феномену релігійної віри і деяких особливостей релігій, таких як поняття про кару, яка очікує невіруючих. Згідно з Докінзом, віра, що не ґрунтується на доказах, є одним із найголовніших лих на світі. Докінз відомий своєю неприязню до релігійного екстремізму, від ісламських терористів до християнських фундаменталістів. Крім них він також вступав у дискусії з ліберальнішими вірянами і релігійними вченими, включаючи біологів Кеннета Міллера і Френсіса Колінза, та теологів Алістера МакГрата і Річарда Харріза. Попри те, Докінз характеризує себе як культурного християнина, і навіть, не без властивого йому почуття гумору, пропонував слоган «Атеїсти за Ісуса Христа».
Докінз став особливо відомим після публікації його книги «Ілюзія Бога» в 2006 році, продажі якої перевищили всі його попередні роботи. Багато хто побачив у цьому успіху ознаку зміни культурного духу часу, який збігся зі зростанням популярності атеїстичної літератури. Серед інших про книгу позитивно відгукнулися нобелівські лауреати Гаролд Крото і Джеймс Ватсон, а також психолог Стівен Артур Пінкер.

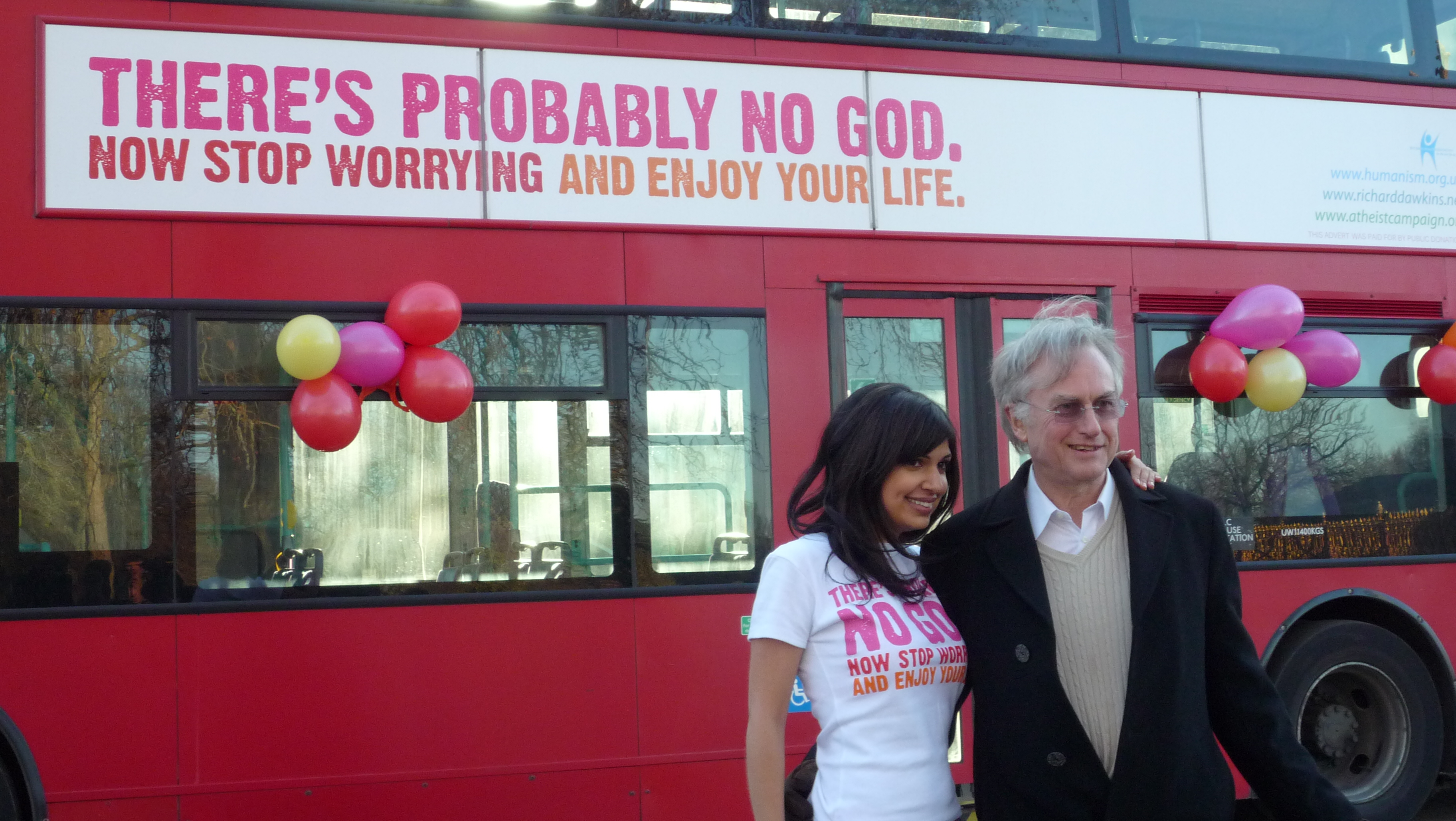
Докінз та Еріан Шерін на відкритті атеїстичної рекламної кампанії на автобусах

У січні 2006 року Докінз став ведучим документального фільму «Корінь всіх зол?», де він звернув увагу на згубний вплив релігії на суспільство. Сам Докінз був проти цієї назви, оскільки вважав, що релігія не повинна вважатися коренем всіх зол. Критики вказали на те, що в передачі надано занадто багато уваги маргінальним фігурам та екстремістам, і що стиль розповіді Докінза не сприяє його цілі і подібний до підходу релігійних фундаменталістів більше, ніж з холодним аналітичним підходом справжньої науки.
Докінз відхилив ці звинувачення, вказавши на те, що час, наданий в ефірі помірній релігії, вже є достатньою противагою екстремістам, представленим в передачі. Він також відмітив, що погляди, які в помірному суспільстві вважаються екстремістськими, в консервативному суспільстві можуть вважати загальноприйнятими.
У жовтні 2008 року Докінз офіційно підтримав атеїстичну рекламну кампанію на автобусах. Проєкт був створений журналісткою The Guardian Еріан Шерін під керівництвом Британської гуманістичної асоціації і був спрямований на збір коштів для розміщення атеїстичних слоганів на автобусах Лондона.
Спочатку ставилася мета зібрати £5 500 і Докінз пообіцяв пожертвувати ще стільки ж, однак кампанія мала величезний успіх і за перші чотири дні дня було зібрано понад £100 000.
У січні 2009 року були запущені автобуси зі слоганом «Найімовірніше, що бога немає. Досить хвилюватися, насолоджуйтесь життям».

## Інші галузі
Будучи професором, який займається популяризацією науки, Докінз є критиком псевдонауки та нетрадиційної медицини. У своїй книзі «Розплітаючи веселку» він розглядає твердження Джона Кітса про те, що Ньютон, пояснивши веселку, применшив її красу, і наводить доводи за протилежний висновок. Він вважає, що космос, мільярди років еволюції та мікроскопічні механізми біології і спадковості несуть в собі більше краси і чудес, ніж міфи і псевдонаука. Докінз написав передмову до книги Джона Даймонда «Snake Oil», присвяченої викриттю нетрадиційної медицини, в якому зробив висновок, що нетрадиційна медицина приносить шкоду хоча б тим, що відводить людей від дієвіших методів лікування і дає людям хибні надії. Докінз вважає, що не існує нетрадиційної медицини. Є тільки медицина, яка працює, і яка ні.
Докінз висловлював занепокоєння зростанням населення планети і питаннями перенаселення. В «Егоїстичному гені» він торкається питання росту чисельності населення, наводячи в приклад Латинську Америку, популяція якої на той момент подвоювалася кожні 40 років. Він критикує католицький підхід до планування сім'ї, стверджуючи, що правителі, які забороняють контрацепцію та виступають за природні методи контролю чисельності населення, отримають такий метод у вигляді голоду.
Будучи прихильником проєкту «Великі людиноподібні мавпи, Докінз написав статтю для книги Great Ape Project, редакторами якої виступили Паола Кавальєрі та Пітер Сінгер.
В документальному фільмі «Вороги розуму» Докінз розглядає небезпеки, до яких, на його думку, призводить відмова від критичного мислення і від пояснень, які базуються на наукових доказах. Він, зокрема, наводить в приклад астрологію, спіритуалізм, лозоходство, нетрадиційну медицину і гомеопатію, а також розповідає про те, як інтернет може бути засобом для поширення релігійної ненависті та конспірологічних теорій.
Продовжуючи співробітництво з каналом Channel 4, Докінз узяв участь в телевізійному документальному серіалі The Genius of Britain разом з такими вченими, як Стівен Хокінг, Джеймс Дайсон, Пол Нерс і Джим Аль-Халілі.
Серіал був присвячений основним науковим відкриттям в історії Британії та був показаний у червні 2010 року.
У 2014—2015 роках брав участь у записі восьмого студійного альбому фінського метал-гурту Nightwish під назвою  Endless Forms Most Beautiful .

## Нагороди та визнання
Річард Докінз має ступінь доктора наук, яка була йому присуджена в Оксфордському університеті в 1989 році. Також він має почесні ступені університетів Хаддерсфілду, Вестмінстера, Даремського університету, університетів Халла, Антверпену, Абердину, Валенсії, Вільного університету Брюсселю, Відкритого університету.
В 1987 році за книгу «Сліпий годинникар» Докінз здобув нагороду Королівського літературного товариства і Літературної нагороди газети Los Angeles Times. Також Докінз нагороджений срібною медаллю Зоологічне товариство Лондона (1989), премією Майкла Фарадея, нагородою Американської гуманістичної асоціації «Гуманіст року» (1996), нагородою Кістлера (2001) та іншими нагородами.
В 2012 році вчені, що вивчали риб у Шрі-Ланці, на честь Докінза запропонували назвати новий рід Dawkinsia.
На честь Річарда Докінза названо астероїд 8331 Докінз.
В 2013 році Річард Докінз був визнаний британським журналом «Prospect» головним інтелектуалом світового значення.

## Критика
У 1996 році в науковій статті, опублікованій у журналі «PNAS», біологи розвитку виявили стійку помилку, вперше висловлену Докінзом у книжці «Сліпий годинникар» (1986), а потім повторену з деякими змінами в книзі «Річка з Едема» (англ. River out of Eden, 1995), ніби-то мітохондрії сперматозоїда не потрапляють до яйцеклітини при заплідненні. Якщо в першій книзі Докінз помилково стверджував, що сперматозоїд узагалі не має мітохондрій (насправді вони необхідні для руху хвоста сперматозоїда, в людини кожний має від 50 до 100 мітохондрій), то в другій книзі — що трохи мітохондрій усе-таки наявні, але основа хвоста не потрапляє всередину яйцеклітини на відміну від передньої частини голівки. Натомість дані біології розвитку демонструють, що в більшості ссавців до яйцеклітини потрапляє не тільки основа хвоста з усіма мітохондріями, а й весь його джгутик. Пізніші дослідження показали, що в тварин існує спеціальний механізм знищення мітохондрій самця в заплідненому яйці.
Чимало науковців висловили критику щодо книги «Ілюзія Бога». Зокрема, американський еволюційний біолог Аллен Орр у 2007 році оцінив її як поверхневу та таку, що не використовує здобутки еволюційної біології у вивченні релігії, а є лише агітаційним памфлетом для переконання прибічників релігії

## Основні праці

### Науково-популярні книги
- Егоїстичний ген (The Selfish Gene, Oxford University Press, 1976, ISBN 0-19-857519-X)
- Розширений фенотип (The Extended Phenotype, Oxford University Press, 1982, ISBN 0-19-286088-7)
- Сліпий годинникар (The Blind Watchmaker, W. W. Norton & Company, 1986, ISBN 0-393-31570-3)
- Річка з Едему[en] (River out of Eden, Basic Books, 1995, ISBN 0-465-01606-5)
- Сходження на гору Неймовірності[en] (Climbing Mount Improbable, W. W. Norton & Company, 1996, ISBN 0-393-03930-7)
- Розплітаючи веселку (Unweaving the Rainbow, Houghton Mifflin, 1998, ISBN 0-618-05673-4)
- Капелан диявола[en] (A Devil's Chaplain, Houghton Mifflin, 2003, ISBN 0-618-33540-4)
- Оповідь предка (The Ancestor's Tale, Houghton Mifflin, 2004, ISBN 0-618-00583-8)
- Ілюзія Бога (The God Delusion, Bantam Press, 2006, ISBN 978-0-593-05548-9)
- Найграндіозніше шоу на Землі: доказ еволюції (The Greatest Show on Earth: The Evidence for Evolution, Free Press, 2009, ISBN 978-1-4165-9478-9)
- Магія реальності[en] (The Magic of Reality, Bantam Press, 2011, ISBN 978-0-593-06612-6)
- Бажання дива[en] (An Appetite for Wonder, Ecco Press, 2013, ISBN 978-0-06-222579-5)
- Свічка в темряві[en] (Brief Candle in the Dark, Bantam Press, 2015, ISBN 978-0-593-07256-1)
- Наука для душі (Science in the Soul, Bantam Press, 2017, ISBN 978-0-593-07751-1)
- Бог, що віджив своє (Outgrowing God, Transworld, 2019, ISBN 978-1-787-63121-2)
- Книги оздоблюють життя (Books Do Furnish a Life, Transworld, 2021, ISBN 978-1-473-57949-1)
- Політ фантазії. Природні і рукотворні способи обійти гравітацію[en] (Flights of Fancy: Defying Gravity by Design and Evolution, Head of Zeus, 2021, ISBN 9781838937874)
- Генетична книга мертвих[en] (The Genetic Book of the Dead, Head of Zeus, 2024, ISBN 9781804548080)

#### Переклади українською
- Егоїстичний ген. Переклад з англійської: Я. А. Лебеденко. Харків: КСД, 2017. 540 стор. ISBN 978-617-12-2523-7
- Сліпий годинникар: як еволюція доводить відсутність задуму у Всесвіті. Переклад з англійської: Я. А. Лебеденко. Харків: КСД, 2018. 440 стор. ISBN 978-617-12-5892-1
- Ілюзія Бога. Переклад з англійської: Т. В. Цимбал. Харків: КСД, 2018. 432 стор. ISBN 978-617-12-5413-8
- Наука для душі. Нотатки раціоналіста. Переклад з англійської: Дар'я Прокопик. Київ: Наш Формат, 2019. 384 стор. ISBN 978-617-7682-72-0
- Найграндіозніше шоу на Землі: доказ еволюції. Переклад з англійської: К. Л. Диса. Харків: КСД, 2020. 432 стор. ISBN 978-617-12-7091-6
  - Найграндіозніше шоу на Землі: доказ еволюції. Переклад з англійської: К. Л. Диса. Харків: КСД, 2023. 432 стор. ISBN 978-617-12-9894-1
- Бог, що віджив своє. Посібник для початківців. Переклад з англійської: Я. А. Лебеденко. Харків: КСД, 2021. 240 стор. ISBN 978-617-12-8457-9
  - Бог, що віджив своє. Довідник для початківців. Переклад з англійської: Я. А. Лебеденко. Харків: КСД, 2023. 240 стор. ISBN 978-617-12-9895-8
- Оповідь предка. Історія створення людства. Переклад з англійської: А. В. Зорницький. Харків: КСД, 2023. 640 стор. ISBN 978-617-15-0000-6
- Політ фантазії. Природні і рукотворні способи обійти гравітацію. Переклад з англійської: Назар Старовойт. Київ: Лабораторія, 2023. 296 стор. ISBN 978-617-8053-57-4
- Бажання дива. Як я став науковцем. Переклад з англійської: Катерина Корнієнко. Київ: Лабораторія, 2024. 272 стор. ISBN 978-617-8367-47-3[42]

### Статті
- Віруси мозку (1991)

### Документальні фільми
- Nice Guys Finish First[en] (1987)
- The Blind Watchmaker[en] (1987)
- Growing Up in the Universe[en] (1991)
- Break the Science Barrier[en] (1996)
- Корінь всіх зол?[en] (The Root of All Evil?) (2006)
- Вороги розуму (2007)
- Геній Чарлза Дарвіна (2008)
- Релігійні школи, загроза?[en] (2010)
- Секс, смерть і сенс життя[en] (2012)
- Невіруючі (2013)

### Участь в інших проєктах
- Beautiful Minds[en] (2012)
- знявся в фільмі «Перетин» (2020)